# 植物系統學史

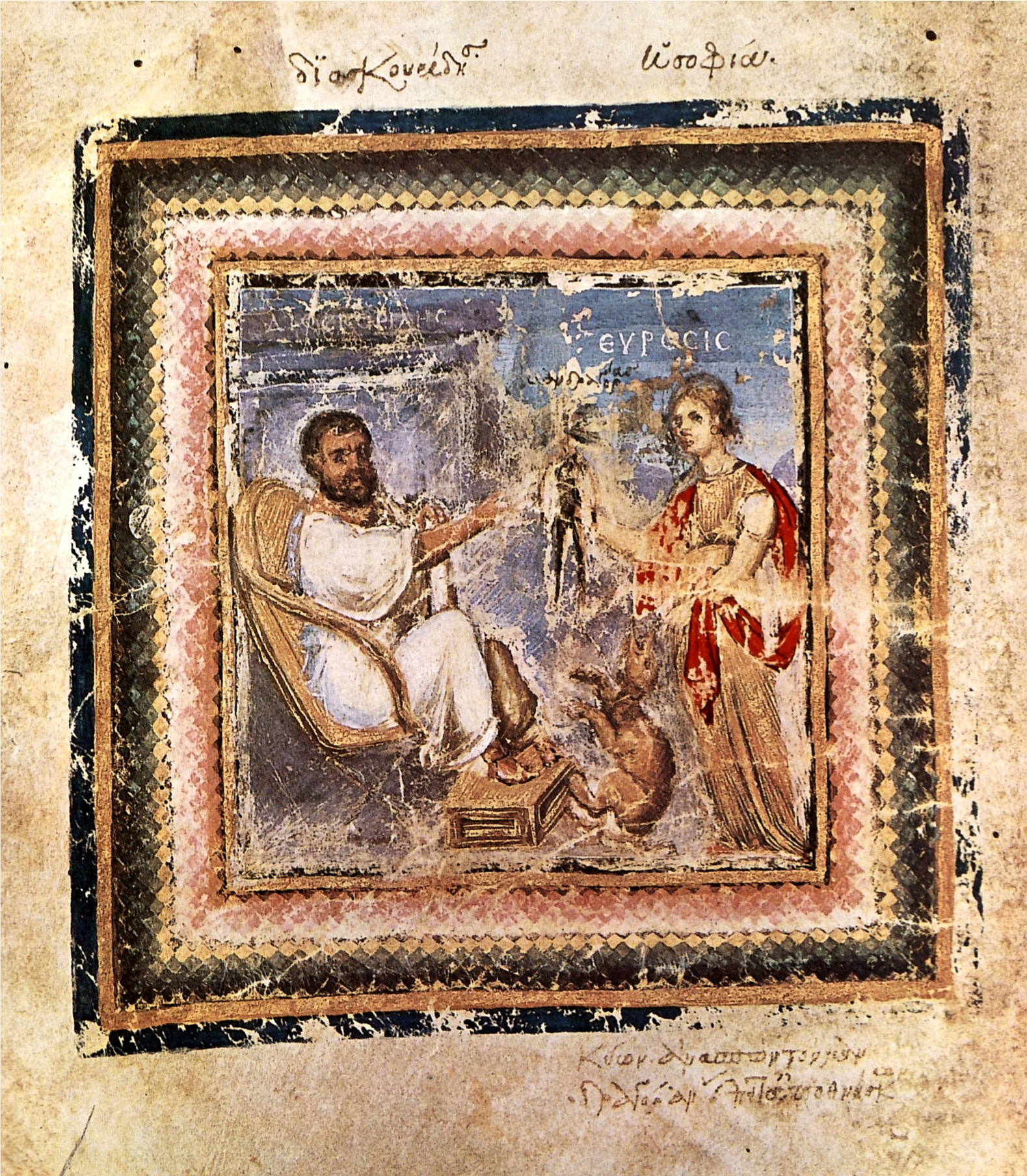
维也纳·迪奥斯库里德斯的《药物论》手稿可以追溯到公元六世纪初，是现存最古老的本草书之一。迪奥斯科里德斯于公元50至60年间创作了这本书。

植物系统学的历史，即植物的生物分类学，可以追溯到古希腊时期，直至现代生物进化学家的研究。作为一门科学领域，植物系统学的发展过程相对缓慢，早期对植物的了解通常被视为医学研究的一部分。后来，分类和描述逐渐受到自然历史和自然神学的影响。在进化理论出现之前，几乎所有的分类都基于“自然阶梯”（scala naturae）。在18和19世纪，植物学逐渐专业化，朝着更全面的分类方法转变，最终基于植物的进化关系。

## 古代
古希腊逍遥学派哲学家泰奥弗拉斯托斯（公元前372年-公元前287年）是亚里士多德的学生，他撰写了现存最早的植物学著作《植物史》，其中列举了500多种植物的名称。他并未提出正式的分类体系，而是依靠民间的通用分类，以及植物生长形态：树木、灌木、亚灌木或草本植物。
迪奥斯科里德斯的《药物论》是早期重要的植物描述汇编，涵盖了五百多种植物，主要根据它们的药用效果进行分类。

## 中世纪
拜占庭帝国皇帝君士坦丁七世向奥玛亚哈里发赫曼三世（9世纪统治科尔多瓦），送去了一份迪奥斯科里德斯的药典，并指派名叫尼古拉的修士将该书翻译成阿拉伯语。该药典从公元1世纪出版使用，一直到16世纪，成为整个中世纪期间的主要本草书之一。中世纪文本的分类标准与今天不同，通常根据植物的外部相似性，将其归为同一物种，尽管在现代分类学中，它们是不同的。
阿布·尔-海尔（Abū l-Khayr）的植物学著作是现代学者已知最完整的安达卢西亚植物学文献。该文献以对植物形态学和物候学的详细描述而著称。

## 近代早期
在16世纪，奥托·布伦费尔斯、希罗尼穆斯·博克和莱昂哈特·福克斯的著作重新唤起了人们对基于第一手观察的自然历史的兴趣；博克特别在他的描述中包含了环境和生命周期信息。随着大航海时代外来物种的涌入，已知物种的数量迅速增加，但大多数作者对个别植物的药用特性更感兴趣，而非一个全面的分类系统。后来具有影响力的文艺复兴时期著作，包括加斯帕尔·博安和安德烈亚·切萨尔皮诺的著作。博安描述了6000多种植物，并根据各种共同特征，将它们分成12卷和72章。切萨尔皮诺基于结果器官的结构，使用亚里士多德的逻辑划分技术构建了他的系统。 

## 现代和当代时期
1789 年，德·朱西厄（受米歇尔·阿丹森的工作启发）对植物分类做出了重大贡献。十九世纪初期，德·康多尔开始了工作，最终呈现在《前驱》中。